# L'Aventure Michelin
L'Aventure Michelin – é um museu francês dedicado ao grupo Michelin localizado em Clermont-Ferrand.
Inaugurado em 23 de janeiro de 2009, conta a história, o patrimônio e os produtos industriais do grupo em mais de 2.000 m2.
O museu recebe 100.000 visitantes em 2019.